# Fuochi nella pianura
Fuochi nella pianura (Nobi) è un film del 1959 diretto da Kon Ichikawa, tratto dall'opera omonima di Shōhei Ōoka.

## Riconoscimenti
- 1961 - Festival del cinema di Locarno
  - Vela d'Oro

## Remake
Nel 2014 il regista Shinya Tsukamoto ha realizzato un remake del film.